# Tribonium colombicum
Tribonium colombicum är en kackerlacksart som beskrevs av Morgan Hebard 1933. Tribonium colombicum ingår i släktet Tribonium och familjen jättekackerlackor.
Artens utbredningsområde är Colombia. Inga underarter finns listade i Catalogue of Life.